# Canal de Surrey
Le canal de Surrey ou Grand Surrey Canal (canal du Grand Surrey) est un canal construit dans le sud de Londres, en Angleterre, au début du XIXe siècle.
Il est relié à Old Kent Road (en) en 1807, à Camberwell en 1810 et à Peckham en 1826. Son objectif principal était de transporter des marchandises, principalement du bois d'œuvre (ou « deal ») depuis les quais commerciaux de Surrey.
Le canal a fermé progressivement à partir des années 1940. Le Greenland Dock (en) a fermé dans les années 1970. Une grande partie de l'itinéraire est traçable, car il a été transformé en routes et en parcs.

## Histoire
À la fin des années 1700, il y a un certain nombre de propositions de canaux sur la rive sud de la Tamise. John Smeaton examine deux itinéraires possibles pour un canal entre Kingston upon Thames et Ewell en 1778. Ralph Dodd (en), qui est également impliqué dans la promotion du canal Thames and Medway, propose un canal avec un certain nombre de branches reliant Deptford, Clapham, Kingston, Ewell, Epsom, Mitcham et Croydon. Un plan pour un canal de Croydon à Wandsworth est considéré comme irréalisable par William Jessop et John Rennie car la principale source d'eau dans la zone à travers laquelle il coulerait est la rivière Wandle qui alimentait un certain nombre de moulins qui seraient affectés si la rivière était utilisée pour alimenter le canal. Jessop a également conseillé un canal de Vauxhall à Rotherhithe en 1796, tandis qu'en 1799, un chemin de fer de Londres via Croydon à Portsmouth, utilisant des chevaux pour tirer les wagons, a été suggéré. Finalement, trois projets sont soumis au parlement pour approbation. Il s'agit du Grand Surrey Canal, à l'époque appelé Kent and Surrey Canal, du Croydon Canal reliant Croydon et Rotherhithe, et du Surrey Iron Railway, un hippomobile reliant Croydon à Wandsworth, et tous les trois ont été autorisés en 1801.
Le canal du Grand Surrey a été autorisé par un Act of Parliament obtenu le 21 mai 1801, qui a créé la Company of Proprietors of the Grand Surrey Canal et lui a donné le pouvoir de lever 60 000 £ en émettant des actions, et 30 000 £ supplémentaires si nécessaire. Ils ont été autorisés à construire un canal de Rotherhithe, sur la Tamise, à Mitcham dans ce qui était alors le Surrey, avec des embranchements vers n'importe quel endroit à moins de 1 400 m de la ligne principale. Des succursales vers Deptford, Peckham, le Borough et une pour rejoindre la Tamise à Vauxhall ont été incluses, mais des propositions pour une succursale de Mitcham à Croydon et une autre à Kingston, qui auraient créé une route pour contourner la Tamise à travers Londres, ont été retirés du projet de loi lors des phases de commission. Ceux qui s'opposaient au canal ont veillé à ce que des clauses limitant l'utilisation de l'eau du Wandle soient insérées.

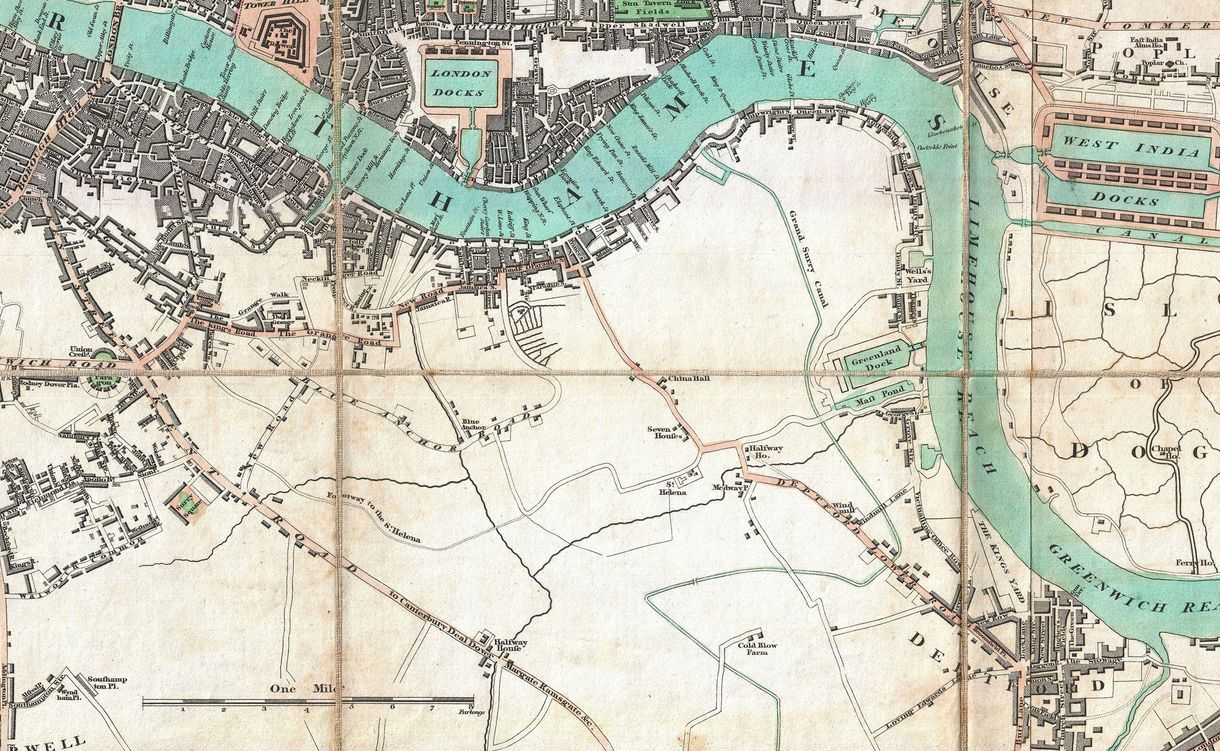
Le Grand canal de Surrey sur Mogg Pocket ou Case Plan de Londres, 1806

Les travaux commencent mais le système de quai de Londres en est aussi à ses premiers stades de développement, et il y a des propositions de John Hall en 1802 de construire un quai à Rotherhithe, près de l'écluse par laquelle le canal accède à la Tamise. La compagnie du canal accepte de le construire en 1803, et bien qu'il ait été mal financé, le bassin de 3 acres, ainsi qu'une écluse, est achevé et ouvert le 13 mars 1807. Le canal de Croydon, qui a également été autorisé en 1801, propose de rejoindre le canal du Surrey près de Deptford, pour éviter d'avoir à construire une route parallèle à la Tamise. La perspective d'un loyer grâce à cet arrangement a aidé l'entreprise à ouvrir les 5 premiers kilomètres du canal, jusqu'à Old Kent Road, en 1807, mais leur résolution d'achever le canal a été perdue, car les quais ont semblé une perspective plus lucrative.
Cependant, une deuxième loi du Parlement, obtenue en 1807, les autorise à lever 60 000 £ supplémentaires, qui sont utilisées pour prolonger le canal jusqu'à Memel Wharf et un bassin à Camberwell. Ces travaux sont achevés en 1810. Jusqu'alors, le tracé était plat, mais pour aller plus loin il aurait fallu des écluses ou des plans inclinés, et les coûts prévus de leur construction n'incitèrent pas l'entreprise à les poursuivre. Une courte branche d'environ 800 m est construite en 1826, allant de Glengall Wharf à Peckham Basin. Deux autres actes du parlement ont été obtenus en 1808 et 1811 pour permettre à de nouveaux fonds d'être engagés dans le projet.
En 1812, le canal est fermé pendant deux mois pendant que l'entreprise termine les travaux d'un nouveau quai et d'une écluse de liaison, qui ouvre en novembre. Bien qu'aucune extension du canal autre que la branche de Peckham n'ait été faite, il existe un intérêt intermittent pour de tels projets. Certains terrains sont achetés le long du tracé d'une extension de Camberwell à Kennington, qui a été envisagée en 1817, mais a été rejetée car la construction nécessiterait une coupe profonde, limitant la quantité de terres disponibles pour les quais. La succursale de Peckham, lors de son ouverture en mai 1826, se termine par un bassin de 137 m de longueur sur 24 m de largeur. Lorsque le projet de loi sur le London and Croydon Railway (en) a été adopté par le Parlement en 1835, ce qui entraîne la fermeture du canal de Croydon, la société Grand Surrey réussit à insérer des clauses dans le projet pour protéger leur canal contre un passage à niveau à basse altitude, mais n'a pas inclus de clause d'indemnisation pour la perte de commerce du canal de Croydon lors de sa fermeture en 1838.
L'ingénieur Henry Price approche l'entreprise en 1835 avec un grand projet de branches du canal à la Tamise à Vauxhall et Deptford, qui fournirait un itinéraire d'environ 4 km plus court que la route fluviale entre Vauxhall et Rotherhithe. Le projet comprend également un chemin de fer le long de la rive du canal de Vauxhall à Deptford, avec une branche à Elephant and Castle. Un prospectus est publié pour la Grand Surrey Dock, Canal and Junction Railway Company, mais il y a peu d'intérêt à souscrire le capital de 600 000 £ nécessaire, et le projet est abandonné. Un autre projet en 1850 est pour un canal vers le canal Kennet et Avon à Reading, avec des succursales sur la Tamise à Maidenhead, Datchet, Staines, Richmond, Mortlake, Wandsworth et Vauxhall. L'itinéraire aurait réduit la distance entre Reading et Deptford de 68 km à 35 km, mais il semble alors peu probable que le coût estimé de 500 000£ soit réaliste.
L'extrémité Rotherhithe du canal connaît de nombreux changements, à mesure que les quais se développent. Lors de sa première construction, le canal se termine au Stave Dock, qui est relié à la Tamise par une écluse. Celle-ci est remplacée par une nouvelle écluse en 1860, construite à l'ouest de l'originale, qui reliait la Tamise à un bassin triangulaire, connu sous le nom de Surrey Basin, lui-même relié à Island Dock et Albion Dock. Island Dock menait au quai de Russie, où le canal avait une écluse d'entrée. La Commercial Dock Company construit un certain nombre de quais à l'est, et la rivalité entre les deux sociétés prend fin en 1864, lorsqu'elles fusionnent et que le complexe devient une partie des Surrey Commercial Docks. L'écluse d'entrée du canal est emportée en 1904, lors de l'extension du quai du Groenland, et une nouvelle écluse d'entrée est construite sur son côté sud. À cette époque, près de 1,6 km du canal d'origine ont été détruits par la construction du quai.

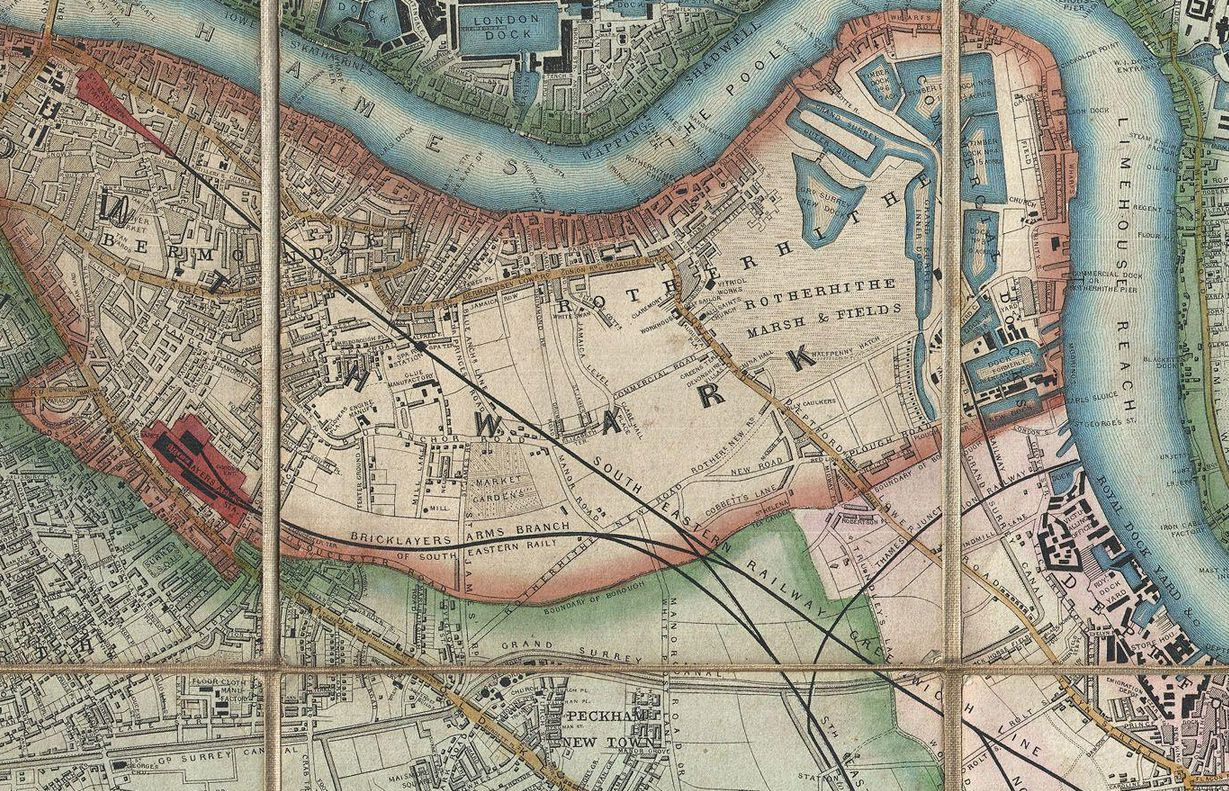
Grand Surrey Canal sur Davies Pocket Map of London, 1852

Au cours de la seconde moitié du XIXe siècle, le canal est utilisé par la South Metropolitan Gas Company pour fournir du charbon à l'aide de sa propre flotte de remorqueurs et de barges à son site d'usine à gaz sur Old Kent Road. Le canal est également très utilisé pour déplacer le bois. Les péages pour l'utilisation du canal sont perçus à quatre maisons de péage, qui étaient situées près du pont de Wells Street à Camberwell, à la jonction avec la branche de Peckham, à la jonction avec le canal de Croydon et à la jonction avec Groenland Dock. À chacun, il y a une porte en travers du chemin de halage, qui empêche de progresser tant sue le péage n'est pas réalisé. La porte était connue sous le nom de trappe, du mot désignant une porte ou une écluse, et les maisons de péage étaient également appelées trappes par association. Le canal n'a jamais été très rentable, car la concurrence féroce entre les sociétés portuaires de Londres a maintenu les tarifs de péage à un faible niveau. Un premier dividende de 2 % fut versé en 1819, qui passa à 3 % l'année suivante, mais resta égal ou inférieur à ce chiffre pendant toute la durée de vie du canal.
Lors de la jonction avec le canal de Croydon, un pont ferroviaire est construit pour la succursale de Deptford Wharf, qui est autorisée par le London and Croydon Railway Act de 1846. En 1854, le London, Brighton and South Coast Railway (en) obtient une loi, et le Deptford Wharf Branch est redirigé sur le canal à un niveau inférieur. La compagnie du canal fait campagne pour la construction d'un pont tournant, mais les commissaires des chemins de fer rejettent leurs objections et un pont levant vertical est installé. Son fonctionnement était initialement manuel, mais des moteurs électriques ont été installés plus tard, et il a continué à fonctionner jusqu'en 1964.
Le canal du Grand Surrey a été le premier à avoir une police du canal (précurseurs de la British Transport Police). Des bank rangers ont été nommés en 1811 pour maintenir la loi et l'ordre le long du canal.
Les quais de Londres sont rationalisés en 1908, avec la formation de la Port of London Authority (en). Le canal est alors géré dans le cadre de Surrey Docks, et bien qu'il y ait eu peu de changements dans son fonctionnement, il prend le nom de canal de Surrey. Malgré le grand nombre de ponts ferroviaires qui le traversent, les chemins de fer ne sont pas en concurrence directe avec le canal. Il y a un échangeur ferroviaire sur les vestiges du canal de Croydon, et South Dock est desservi par le chemin de fer Deptford Branch, mais aucun des deux n'offre une menace réelle, et le canal continue à prospérer jusqu'à l'expansion du transport routier après la fin de la Seconde Guerre mondiale, en 1945. Le bassin de Camberwell et les 460 derniers mètres du canal sont abandonnés dans les années 1940 et sont comblés en 1960. Le commerce du bois vers les quais cesse au début des années 1970, entraînant la fermeture des quais.
La section du canal entre South Bermondsey et Deptford est ouverte en tant que route véhiculaire et renommée Surrey Canal Road dans les années 1980, reliant Ilderton Road à Trundleys Road. L'endroit où le canal traversait Trundleys Road et se dirigeait vers la rue Evelyn et les quais était utilisé comme une route d'accès privée appelée Canal Approach pour desservir les entrepôts et les sites industriels qui existaient encore le long de l'extrémité supérieure du tracé du canal. Les anciens bureaux et bâtiments du côté du canal en face de Deptford Park sur Grinstead Road ont été en grande partie démolis et remplacés par un développement moderne d'appartements de Barratt appelé Inwen Court. Une partie de l'itinéraire dans le Borough londonien de Lewisham est maintenant le parc du canal de Surrey, dont la construction a été financée par l'argent des lotissements à proximité de Cannon and Marine Wharf et Deptford Wharves.
L'ancien bassin de Camberwell et les derniers 1,4 km font désormais partie du site de Burgess Park. Le pont sur le canal, construit en 1906, reste une caractéristique de Burgess Park et est maintenant connu sous le nom de Bridge to Nowhere. La majeure partie de la branche de Peckham, y compris ses ponts et ses murs, est maintenant un itinéraire pédestre et cyclable, connu à la fois sous le nom de Surrey Canal Walk et Surrey Canal Linear Path (à ne pas confondre avec le Surrey Canal Linear Park de Lewisham). La Peckham Library (en) a été construite sur le bassin terminal. Le quai du Groenland reste dans l'eau et est relié au quai sud, maintenant une marina, qui donne accès à la Tamise.